# 아메리칸 스윗하트
《아메리칸 스윗하트》(America's Sweethearts)는 2001년 개봉한 미국의 로맨틱 코미디 영화이다.

## 줄거리
한물간 베테랑 홍보 담당자 리 필립스는 영화 스튜디오에서 해고당하지만, 스튜디오 대표 데이브 킹맨은 곧 그를 다시 불러들여 신작 영화 "타임 오버 타임"의 비공개 시사회에 초대한다. 영화의 주인공인 에디 토마스와 그웬 해리슨은 "미국의 연인"이라 불릴 정도로 유명한 부부였으나, 그웬의 불륜으로 결혼 생활이 파탄나고 에디는 정신적 충격으로 요양원에 들어간 상태였다. 킹맨은 영화를 공개하고 싶어하지만 감독이 편집을 마치고도 영화를 넘겨주지 않자 리에게 영화 홍보를 맡기면서, 에디와 그웬이 재결합한 것처럼 언론을 속여달라고 요청한다. 리는 신참 홍보 담당자 대니와 함께 이 작전을 수행한다.
리는 그웬을 찾아가 홍보 행사에 참여하도록 설득하고, 그웬의 여동생이자 개인 비서인 키키는 언니의 커리어를 위해 행사에 참석해야 한다고 설득한다. 한편 리는 요양원에 있는 에디에게 고급차를 뇌물로 주고 그웬과의 만남을 설득한다. 홍보 행사에서 그웬은 에디에게 친근하게 대하지만, 뒤에서는 여전히 냉담하다. 에디는 처음에는 그웬에게 마음이 있지만 곧 그녀의 이중적인 모습에 실망한다. 그웬은 키키를 통해 에디와 소통하려 하고, 키키는 에디에게 호감을 느끼지만 숨긴다. 리와 대니는 언론의 관심을 끌기 위해 에디와 그웬의 재결합을 암시하는 단서를 흘린다. 리가 거짓 사진을 언론에 유출하자 그웬의 불륜 상대였던 헥터가 등장해 에디와 싸움을 벌이고, 이 사건은 언론의 주목을 받는다. 리는 자신의 행동에 죄책감을 느끼기 시작한다.
키키는 에디를 방으로 데려가고, 둘은 사랑을 확인한다. 그러나 다음 날 아침 에디는 그웬에게 "사귀는 사람은 없다"고 말하고 키키는 실망하여 뛰쳐나간다. 에디는 키키를 따라가지만 키키는 에디가 그웬에게서 벗어나지 못하는 것을 비난한다. 키키는 리에게 항상 언니에게 밀려 2인자였던 자신의 삶을 한탄하고, 에디는 키키가 자신이 진정으로 원하는 사람임을 깨닫는다. 리는 에디와 키키가 사랑에 빠졌음을 알아차리고, 에디에게 포기하지 말라고 격려한다. 바로 그때, 감독이 헬리콥터를 타고 영화를 전달한다.
시사회에서 감독은 숨겨진 카메라로 배우들의 몰래 촬영한 영상을 사용하여 '리얼리티 영화'를 만들었음을 밝힌다. 영화에는 그웬의 불륜과 에디의 정신적 쇠약 과정이 담겨 있으며, 그웬의 짜증스러운 행동, 스튜디오 대표에 대한 조롱, 그리고 그웬이 헥터의 성기 크기를 비웃는 장면까지 적나라하게 드러난다. 그웬은 감독에게 항의하지만 감독은 자신의 예술적 비전을 옹호한다. 당황한 그웬은 에디와 재결합할 것이라고 발표하지만, 에디는 그웬을 거부하고 키키에 대한 사랑을 고백한다. 키키는 언니의 욕망을 우선시하는 삶을 끝내기로 결심하고, 그웬은 키키를 해고한다. 에디와 키키는 키스를 나누고 관객들은 박수를 보낸다.
이후, 감독의 영화는 대성공을 거두고 리는 다시 스튜디오에 복귀하여 영화 홍보를 맡는다. 그웬은 언론에 재결합이 거짓이었음을 인정하고, 진통제 복용 때문에 행동이 이상했다고 변명하며 헥터와 떠난다. 에디와 키키는 연인 관계를 시작하고, 리의 홍보 활동에 참여해달라는 요청을 무시한 채 함께 여행을 떠난다. 리는 자신의 성기를 킁킁거렸던 도베르만에게 다시 공격받는다.

## 배역
- 존 큐잭 - 에디
- 줄리아 로버츠 - 키키
- 캐서린 지타존스 - 그웬
- 빌리 크리스털 - 리

## KBS 성우진 (2004년 9월 28일)
- 강희선 - 키키(줄리아 로버츠)
- 구자형 - 에디(존 큐잭)
- 윤소라 - 그웬(캐서린 지타존스)
- 오세홍 - 리(빌리 크리스털)
- 강구한 - 헥터(행크 아자리아)
- 설영범 - 킹먼(스탠리 투치)
- 김병관 - 할 감독(크리스토퍼 워컨)
- 이호인 - 해설
- 최흘 - 래리 킹(래리 킹)
- 김우정 - 대니(세스 그린)
- 김수중 - 션(숀 드리스콜)
- 박정민 - 데이비스(레인 윌슨)
- 김태웅 - 앵커(제프 마이클)
- 양정애 - 캐런
- 김희선 - 기자